# バンベルク交響楽団
バンベルク交響楽団（ドイツ語: Bamberger Symphoniker – Bayerische Staatsphilharmonie）は、ドイツ・バイエルン州バンベルクに本拠を置くオーケストラである。

## 概要
人口7万人台の地方小都市を拠点としながらも、4管編成110人の堂々たる陣容を誇り、古くから名指揮者に恵まれたことと、積極的な録音や演奏旅行によって、国際的に名前が知られた楽団である。
前身は、1940年にチェコ（当時はナチス・ドイツ支配下のベーメン・メーレン保護領）のドイツ系住民によって創立されたプラハ・ドイツ・フィルハーモニー管弦楽団（Deutschen Philharmonischen Orchesters Prag）である。同楽団は、ヴィルヘルム・フルトヴェングラーの推薦で、ヨーゼフ・カイルベルトを首席指揮者に迎えて活動していた。
ドイツの敗戦後の1945年、チェコからドイツへ逃れた（ドイツ人追放）同楽団の楽団員が集結して本楽団を創立した。1946年3月16日、バンベルク・トーンキュンストラー管弦楽団（Bamberger Tonkünstlerorchester）として第1回演奏会を開いたが、同年6月1日、バンベルク交響楽団に改称した。1947年、ハンス・クナッパーツブッシュが客演し、1948年にはオーストリア、1949年にはパリに演奏旅行をした。1949年、カイルベルトを首席指揮者に迎えた。1968年、カイルベルトが急逝した後、オイゲン・ヨッフムが芸術顧問を務めた。1973年、イシュトヴァン・ケルテスの首席指揮者就任が決定されたが、ケルテスは就任前に急逝し、しばらく首席指揮者不在だった。1979年にジェームズ・ロッホランが首席指揮者に就任したが、録音ではヨッフムが中心だった。その後ヴィトルド・ロヴィツキ、ホルスト・シュタインとつないで、2000年からジョナサン・ノット、2016年からヤクブ・フルシャを首席指揮者に迎えている。シュタイン時代の1993年にバイエルン州立フィルハーモニー（Bayerische Staatsphilharmonie）の呼称が加えられている。

### 録音等
1982年のヨッフムとの来日公演のライブ録音は、CD・DVD化され好評を博している。

### 本拠地
本拠地となるホールは、1993年に新築されたバンベルク・コンサート・コングレス・ホール（Konzert- und Kongresshalle Bamberg）の「ヨーゼフ・カイルベルト・ザール」（Joseph-Keilberth-Saal）である。1993年まではドミニコ会修道院であるドミニカナーバウが使用されていた。ドミニカナーバウでは、コンサートや録音セッションが行われるたびに騒音対策として、付近の交通規制が行われていた。

## 歴代首席指揮者等
- ヨーゼフ・カイルベルト（1940年 - 1945年）
- ヘルベルト・アルベルト（専任指揮者、1946年 - 1948年）
- ゲオルク・ルートヴィヒ・ヨッフム（専任指揮者、1948年 - 1949年）
- ヨーゼフ・カイルベルト（1949年 - 1968年）
- オイゲン・ヨッフム（芸術顧問、1968年 - 1973年）
- ジェームス・ロッホラン（1979年 - 1983年）
- ヴィトルド・ロヴィツキ（芸術顧問、1983年 - 1985年）
- ホルスト・シュタイン（1985年 - 1996年）
- ジョナサン・ノット（2000年 - 2016年）
- ヤクブ・フルシャ（2016年 - ）